# Iniistius pavo
 Iniistius pavo és una espècie de peix de la família dels làbrids i de l'ordre dels perciformes.

## Morfologia
Els mascles poden assolir els 41 cm de longitud total.

## Distribució geogràfica
Es troba des del Mar Roig i l'Àfrica oriental fins a les Illes de la Societat, el sud del Japó i les Illes Hawaii. També des del Golf de Califòrnia fins a Panamà i les Illes Galápagos.